# Čínská hokejová reprezentace
Čínská hokejová reprezentace je národní výběr Čínské lidové republiky v ledním hokeji. Je řízena Čínskou asociací ledního hokeje, která je členkou Mezinárodní hokejové federace. V roce 2023 zastávala Čína 26. místo v žebříčku IIHF. Historicky první zápas sehrála proti Rumunsku (prohrála 4:6). Čínská reprezentace se účastní mezinárodních mistrovství od roku 1972. Od roku 1986 se reprezentace účastní hokejového turnaje Asijských zimních her, který vyhrála v letech 1986 a 1990, v letech 1996, 1999 a 2003 skončila třetí. Od mistrovství světa v roce 2001 se střídavě pohybovala mezi divizí I a divizí II, kde zůstala od roku 2008. Po mistrovství světa v roce 2017 postoupila do skupiny A divize II, v turnaji v roce 2022 postoupila do skupiny B divize I. V čínském městě Cicikar se v roce 2007 odehrála skupina A divize I mistrovství světa a v roce 2021 měla Čína hostit turnaj mistrovství světa divize II skupiny A, který byl ale spolu se všemi ostatními divizemi zrušen kvůli pandemii covidu-19.

## Lední hokej na olympijských hrách
V rámci přípravy na hokejový turnaj na Zimních olympijských hrách v Pekingu v roce 2022, kterého se jako pořadatelská země Čína má účastnit bez kvalifikace, vstoupil v sezóně 2016/17 do KHL klub HC Rudá hvězda Kunlun. V české třetí lize hrál v sezóně 2019/20 klub China Golden Dragon, složený převážně z hráčů širšího reprezentačního kádru. Podle Marka Dreyera z China Sports Insider na začátku roku 2021 IIHF zvažovala, že reprezentaci Číny z turnaje vyřadí. V září se čínská asociace ledního hokeje dohodla na reprezentaci s klubem Rudá hvězda Kunlun a severoamerickými hokejisty s čínskými kořeny. Podobně jako v roce 2017 v případě Jižní Koreje, Ruská hokejová federace nabídla v roce 2021 Číně účast na prosincovém Channel One Cupu, s čímž ale ostatní tři pravidelní účastníci Euro Hockey Tour nesouhlasili. Na základě výsledků dvou sledovaných listopadových utkání Rudé hvězdy Kunlun IIHF 7. prosince definitivně potvrdila účast čínské reprezentace.
Na soupisce se objevilo šestnáct hráčů narozených mimo Čínu (většinou čínského původu) a devět rodilých Číňanů, z nichž čtyři nastupovali za China Golden Dragon. Po třech prohrách v základní skupině A a vyřazení v osmifinále s Kanadou skončili Číňané bez bodu na posledním, dvanáctém místě.
| Hokej na ZOH | Místo ZOH     | Umístění  | Soupisky |
| ------------ | ------------- | --------- | -------- |
| ZOH – 2022   | Čína (Peking) | 12. místo | Soupiska |

## Mistrovství světa v ledním hokeji od roku 2001
| Rok       | Úroveň         | Místo turnaje | Umístění                          |
| --------- | -------------- | ------------- | --------------------------------- |
| MS – 2001 | divize I       | Slovinsko     | 5. místo                          |
| MS – 2002 | divize I       | Maďarsko      | 6. místo, sestup do div. II       |
| MS – 2003 | divize II      | Bulharsko     | 2. místo                          |
| MS – 2004 | divize II      | Španělsko     | 1. místo, postup do div. I        |
| MS – 2005 | divize I       | Maďarsko      | 6. místo, sestup do div. II       |
| MS – 2006 | divize II      | Nový Zéland   | 1. místo, postup do div. I        |
| MS – 2007 | divize I       | Čína          | 6. místo, sestup do div. II       |
| MS – 2008 | divize II      | Austrálie     | 2. místo                          |
| MS – 2009 | divize II      | Srbsko        | 3. místo                          |
| MS – 2010 | divize II      | Estonsko      | 5. místo                          |
| MS – 2011 | divize II      | Chorvatsko    | 4. místo                          |
| MS – 2012 | div. II, sk. B | Bulharsko     | 2. místo                          |
| MS – 2013 | div. II, sk. B | Turecko       | 4. místo                          |
| MS – 2014 | div. II, sk. B | Španělsko     | 4. místo                          |
| MS – 2015 | div. II, sk. B | Jižní Afrika  | 1. místo, postup do sk. A         |
| MS – 2016 | div. II, sk. A | Španělsko     | 6. místo, sestup do sk. B         |
| MS – 2017 | div. II, sk. B | Nový Zéland   | 1. místo, postup do sk. A         |
| MS – 2018 | div. II, sk. A | Nizozemsko    | 4. místo                          |
| MS – 2019 | div. II, sk. A | Srbsko        | 5. místo                          |
| MS – 2020 | div. II, sk. A | Chorvatsko    | Zrušeno kvůli pandemii covidu-19  |
| MS – 2021 | div. II, sk. A | Čína          | Zrušeno kvůli pandemii covidu-19  |
| MS – 2022 | div. II, sk. A | Chorvatsko    | 1. místo, postup do sk. B, div. I |
| MS – 2023 | div. I, sk. B  | Estonsko      | 3. místo                          |
| MS – 2024 | div. I, sk. B  | Litva         | 4. místo                          |
| MS – 2025 | div. I, sk. B  | Estonsko      | 4. místo                          |

## Dres
| ZOH 2022 |
|          |